# Saint-pantaléonnien
Le saint-pantaléonnien (endonyme : patouaî d’Sint-Piantére) est une variété de marchois, qui est essentiellement parlée à Saint-Plantaire, dans le Croissant linguistique, une aire de transition des domaines oïl et oc dans le centre de la France métropolitaine.

## Situation sociolinguistique
Selon Anne-Marie Martin-Guerre, traductrice du Petit Prince en saint-pantaléonnien, il a une intelligibilité mutuelle entre cette variété et le crozantais voisin.

## Littérature
Une traduction du Petit Prince d’Antoine de Saint-Exupéry dans cette variété est publiée en 2022. Elle est réalisée par Anne-Marie Martin-Guerre, pharmacienne de formation, qui a dû replonger dans les souvenirs d'enfance, période à laquelle elle ne parlait que saint-pantaléonnien avant d'apprendre le français à l'école : une façon pour elle de rendre hommage à ses aïeux,,,,. Le travail, ponctué de nombreux échanges avec Nicolas Quint, a nécessité près de deux ans,.

### Publications générales
- [Boula de Mareüil, Adda et Lamel 2021] Philippe Boula de Mareüil, Gilles Adda et Lori Lamel, « Comparaison dialectométriques de parlers du Croissant avec d'autres parlers d'oc et d'oïl », dans Louise Esher, Maximilien Guérin, Nicolas Quint et Michela Russo, Le Croissant linguistique entre oc, oïl et francoprovençal : des mots à la grammaire, des parlers aux aires, Paris, L'Harmattan, 2021, 376 p. (ISBN 978-2-343-23050-4, lire en ligne)
- [Quint 2023] Nicolas Quint, « Les parlers du Croissant : un aperçu des actions actuelles de documentation et de promotion d'un patrimoine linguistique menacé », dans Annie Rialland et Michela Russo, Les langues régionales de France Nouvelles approches : nouvelles méthodologies, revitalisation, vol. 1, Paris, Société de linguistique de Paris, 2023, 292 p. (ISBN 978-2957089420, lire en ligne), p. 213-245

### Publications littéraires
- [Martin-Guerre et Quint 2022] Anne-Marie Martin-Guerre (trad.) et Nicolas Quint (éd.), Le P’tit Prince : Traduction en saint-pantaléonnien (Saint-Plantaire, Indre) du « Petit Prince » d’Antoine de Saint-Exupéry, Neckarsteinach, Tintenfaß, 2022 (ISBN 978-3-98651-028-2, présentation en ligne)